# Kalervo Laurikainen

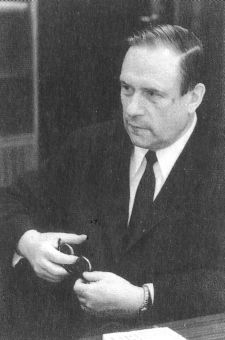
Kalervo Laurikainen.

Kalervo Vihtori Laurikainen, född 6 januari 1916 i Pielisjärvi, död 13 juli 1997 i Nurmijärvi, var en finländsk fysiker. 
Laurikainen blev student 1934, filosofie kandidat 1940, filosofie licentiat och filosofie doktor 1950, var docent i teoretisk fysik 1952–1956 och biträdande professor i fysik vid Åbo universitet 1956–1960. Han var professor i kärnfysik, senare högenergifysik, vid Helsingfors universitet 1960–1978. Han var prefekt för institutionen för högenergifysik 1961–1978. 
Laurikainen medverkade till att den teoretiska fysiken fick en starkare ställning vid Helsingfors universitet och för tillkomsten av Forskningsinstitutet för teoretisk fysik. Hann initierade även samarbete med forskningsanläggningarna i CERN och Dubna. Han var intresserad av filosofiska aspekter på modern fysik och författade böcker på detta område. Han verkade även för förbättring av gymnasieundervisningen i fysik, vilket resulterade i böcker och artiklar skrivna för en bred allmänhet.